# Zoofobie
Zoofobia este starea patologică care se manifestă printr-o frică irațională față de anumite animale. Acest termen include un grup de fobii, printre care se numără și arahnofobia, ornitofobia și apifobia.
De cele mai multe ori, acest tip de fobie este întâlnit la copiii mici.

## Cauze
În general, zoofobia apare în urma experiențelor negative din copilărie care implică anumite animale.

## Simptome
Simptomele care pot apărea la pacienții care suferă de zoofobie se manifestă prin:
- anxietate
- amețeală
- stare de leșin
- transpirație
- tremurături

## Tratament
Simptomele se pot trata cu antidepresive și sedative. Pe termen lung este necesară terapia și expunerea treptată la fricile cauzate de această fobie.